# Коли я відкриваю очі
«Коли я відкриваю очі» (фр. À peine j'ouvre les yeux) — міжнародно-спродюсований драматичний фільм, знятий Лейлою Бузід. Світова прем'єра стрічки відбулась 5 вересня 2015 року на Венеційському кінофестивалі. Фільм розповідає про 18-річну дівчину Фарах, батьки якої хочуть, щоб вона стала лікарем. Але Фарах хоче розважатися і грати в рок-гурті.
«Коли я відкриваю очі» було висунутоий Тунісом на премію «Оскар» за найкращий фільм іноземною мовою, але стрічка не потрапила до кінцевого списку претендентів.

## У ролях
| Актор            | Роль    |
| ---------------- | ------- |
| Бая Медгаффер    | Фарах   |
| Галія Беналі     | Гаєт    |
| Монтассар Аярі   | Бохрене |
| Лассаад Джамуссі | Махмуд  |

## Визнання
| Нагороди та номінації фільму «Коли я відкриваю очі» | Нагороди та номінації фільму «Коли я відкриваю очі» | Нагороди та номінації фільму «Коли я відкриваю очі» | Нагороди та номінації фільму «Коли я відкриваю очі» | Нагороди та номінації фільму «Коли я відкриваю очі» | Нагороди та номінації фільму «Коли я відкриваю очі» |
| Рік                                                 | Кінопремія / Кінофестиваль                          | Категорія / Нагорода                                | Номінант                                            | Результат                                           |                                                     |
| --------------------------------------------------- | --------------------------------------------------- | --------------------------------------------------- | --------------------------------------------------- | --------------------------------------------------- | --------------------------------------------------- |
| 2015                                                | Венеційський кінофестиваль                          | Приз «Label Europa Cinemas»                         | «Коли я відкриваю очі»                              | Перемога                                            |                                                     |
| 2015                                                | Дубайський кінофестиваль                            | Найкращий фільм                                     | «Коли я відкриваю очі»                              | Перемога                                            |                                                     |
| 2016                                                | Премія «Люм'єр»                                     | Найкращий франкомовний фільм                        | «Коли я відкриваю очі»                              | Номінація                                           |                                                     |
| 2016                                                | Премія «Люм'єр»                                     | Найперспективніша акторка                           | Бая Медгаффар                                       | Номінація                                           |                                                     |
| 2016                                                | Стамбульський кінофестиваль                         | Приз глядацьких симпатій                            | «Коли я відкриваю очі»                              | Номінація                                           |                                                     |
| 2016                                                | Тайбейський кінофестиваль                           | Гран-прі за найкращий новий талант                  | Лейла Бузід                                         | Номінація                                           |                                                     |
| 2016                                                | Трансільванський кінофестиваль                      | Найкращий фільм                                     | «Коли я відкриваю очі»                              | Номінація                                           |                                                     |
| 2017                                                | Премія «Магрітт»                                    | Найкращий іноземний фільм спільного виробництва     | «Коли я відкриваю очі»                              | Номінація                                           |                                                     |
| 2017                                                | Премія «Магрітт»                                    | Найперспективніша акторка                           | Галія Беналі                                        | Номінація                                           |                                                     |